# Summer World University Games 2025/Teilnehmer (Individuelle Neutrale Athleten)
| Gelbes Symbol für Goldmedaillen mit stilisierten Olympischen Ringen | Graues Symbol für Silbermedaillen mit stilisierten Olympischen Ringen | Braundes Symbol für Bronzemedaillen mit stilisierten Olympischen Ringen |
| ------------------------------------------------------------------- | --------------------------------------------------------------------- | ----------------------------------------------------------------------- |
| 8                                                                   | 8                                                                     | 5                                                                       |

Individuelle Neutrale Athleten mit dem Kürzel AIN (französisch für Athlètes Individuels Neutres) war der Name einer Mannschaft für russische und belarussische Athleten bei den Summer World University Games 2025.
Aufgrund der Suspendierung des russischen und belarussischen Olympischen Komitees wegen des russischen Überfalls auf die Ukraine folgte auch die Fédération Internationale du Sport Universitaire der Entscheidung des Internationalen Olympischen Komitees, Athleten aus Russland und Belarus nur als neutrale Athleten starten zu lassen. Athleten in Mannschaftssportarten waren nicht zugelassen.
Die Mannschaft bestand aus 47 Athleten (26 Männer und 21 Frauen).

## Medaillen

### Medaillenspiegel
| Rang   | Sportart                   | Gold | Silber | Bronze | Gesamt |
| ------ | -------------------------- | ---- | ------ | ------ | ------ |
| 1      | Schwimmen                  | 3    | 2      | 1      | 6      |
| 2      | Rhythmische Sportgymnastik | 2    | 2      | 1      | 5      |
| 3      | Tennis                     | 1    | 1      | 1      | 3      |
| 4      | Tischtennis                | 1    | 1      | –      | 2      |
| 5      | Fechten                    | 1    | –      | 1      | 2      |
| 6      | Judo                       | –    | 2      | 1      | 3      |
| Gesamt | Gesamt                     | 8    | 8      | 5      | 21     |

### Medaillengewinner
| Name/n                                                                                         | Sportart                   | Wettkampf          |
| ---------------------------------------------------------------------------------------------- | -------------------------- | ------------------ |
| Gold                                                                                           |                            |                    |
| Nikolai Kolesnikow                                                                             | Schwimmen                  | 400 m Freistil     |
| Alexander Stepanow                                                                             | Schwimmen                  | 800 m Freistil     |
| Alexander Stepanow                                                                             | Schwimmen                  | 1500 m Freistil    |
| Alina Harnasko                                                                                 | Rhythmische Sportgymnastik | Einzel Mehrkampf   |
| Alina Harnasko                                                                                 | Rhythmische Sportgymnastik | Einzel Keulen      |
| Jegor Agafonow Ilja Simakin                                                                    | Tennis                     | Herrendoppel       |
| Wladimir Sidorenko                                                                             | Tischtennis                | Männer Einzel      |
| Dmitri Schwelidse                                                                              | Fechten                    | Degen Einzel       |
| Silber                                                                                         |                            |                    |
| Nikolai Kolesnikow                                                                             | Schwimmen                  | 200 m Freistil     |
| Nikolai Kolesnikow Alexander Schtschogolew Dmitri Schaworonkow Alexander Stepanow Roman Akimow | Schwimmen                  | 4 × 200 m Freistil |
| Alina Harnasko                                                                                 | Rhythmische Sportgymnastik | Einzel Ball        |
| Alina Harnasko                                                                                 | Rhythmische Sportgymnastik | Einzel Band        |
| Abrek Nagutschew                                                                               | Judo                       | Klasse bis 66 kg   |
| Armen Agajan                                                                                   | Judo                       | Klasse bis 73 kg   |
| Alewtina Ibragimowa                                                                            | Tennis                     | Dameneinzel        |
| Maxim Grebnew                                                                                  | Tischtennis                | Männer Einzel      |
| Bronze                                                                                         |                            |                    |
| Alexander Schtschogolew                                                                        | Schwimmen                  | 100 m Freistil     |
| Nastassja Salas                                                                                | Rhythmische Sportgymnastik | Einzel Keulen      |
| Alewtina Ibragimowa / Xenija Saizewa                                                           | Tennis                     | Damendoppel        |
| Kirill Gurow                                                                                   | Fechten                    | Degen Einzel       |
| Waleri Jendowitski                                                                             | Judo                       | Klasse über 100 kg |

## Teilnehmer nach Sportarten

### Badminton
| Männer - Farnandas Onchiri - Brian Ongeche | Frauen - Patience Onyango - Naomi Wandili |

### Bogenschießen
| Männer - Iwan Schulin | Frauen - Arina Tscherkessowa |

### Fechten
| Männer - Kirill Gurow - Dmitri Schwelidse - Michail Beloserow | Frauen - Polina Chajertdinowa - Taissija Larkina - Galina Krymowa |

### Judo
| Männer - Muchammed-Ali Matajew - Abrek Nagutschew - Armen Agajan - Waleri Jendowitski | Frauen - Julija Semikolenowa - Polina Judina - Alfija Daschkina |

### Rudern
| Männer - Maxim Schewlatschenko | Frauen - Weronika Schlipazewa |

### Schwimmen
| Männer - Alexei Tkatschew - Alexander Schtschogolew - Dmitri Schaworonkow - Alexander Stepanow - Alexei Sudarew - Roman Akimow - Nikolai Kolesnikow | Frauen - Jana Schakirowa |

### Taekwondo
| Männer - Chanmagomed Ramasanow | Frauen - Ariadna Jandolowskaja - Polina Schwedkowa |

### Tennis
| Männer - Jegor Agafonow - Ilja Simakin - Pawel Werbin | Frauen - Alewtina Ibragimowa - Xenija Saizewa |

### Tischtennis
| Männer - Maxim Grebnew - Wladimir Sidorenko - Pawel Werbin | Frauen - Elisabeth Abrahamjan - Marija Tailakowa |

### Turnen

#### Rhythmische Sportgymnastik
Frauen
- Alina Harnasko
- Nastassja Salas

### Wasserspringen
| Männer - Grigori Iwanow | Frauen - Uljana Manajenkowa - Erika Sasonowa |